# Ping'anbu
Ping'anbu (kinesiska: 平安堡镇, 平安堡) är en köping i Kina. Den ligger i provinsen Hebei, i den norra delen av landet, omkring 120 kilometer nordost om huvudstaden Peking. Antalet invånare är 13 870. Befolkningen består av 6 656 kvinnor och 7 214 män. Barn under 15 år utgör 16,0 %, vuxna 15-64 år 75 %, och äldre över 65 år 8,0 %.
Genomsnittlig årsnederbörd är 880 millimeter. Den regnigaste månaden är juli, med i genomsnitt 246 mm nederbörd, och den torraste är januari, med 2 mm nederbörd.